# 부강재
부강재

## 기본 정보
창녕군 부곡면 부곡리의 선대 묘소 아래에 있으며, 선조를 추모하여 설립한 것이 다. 현재 건물은 1956년에 중건한 것이다.
창녕 부곡 선조묘소 아래에 건립한 부강재(창녕군 부곡면 부곡리 소재, 956년 중건)